# Monika Grajewska

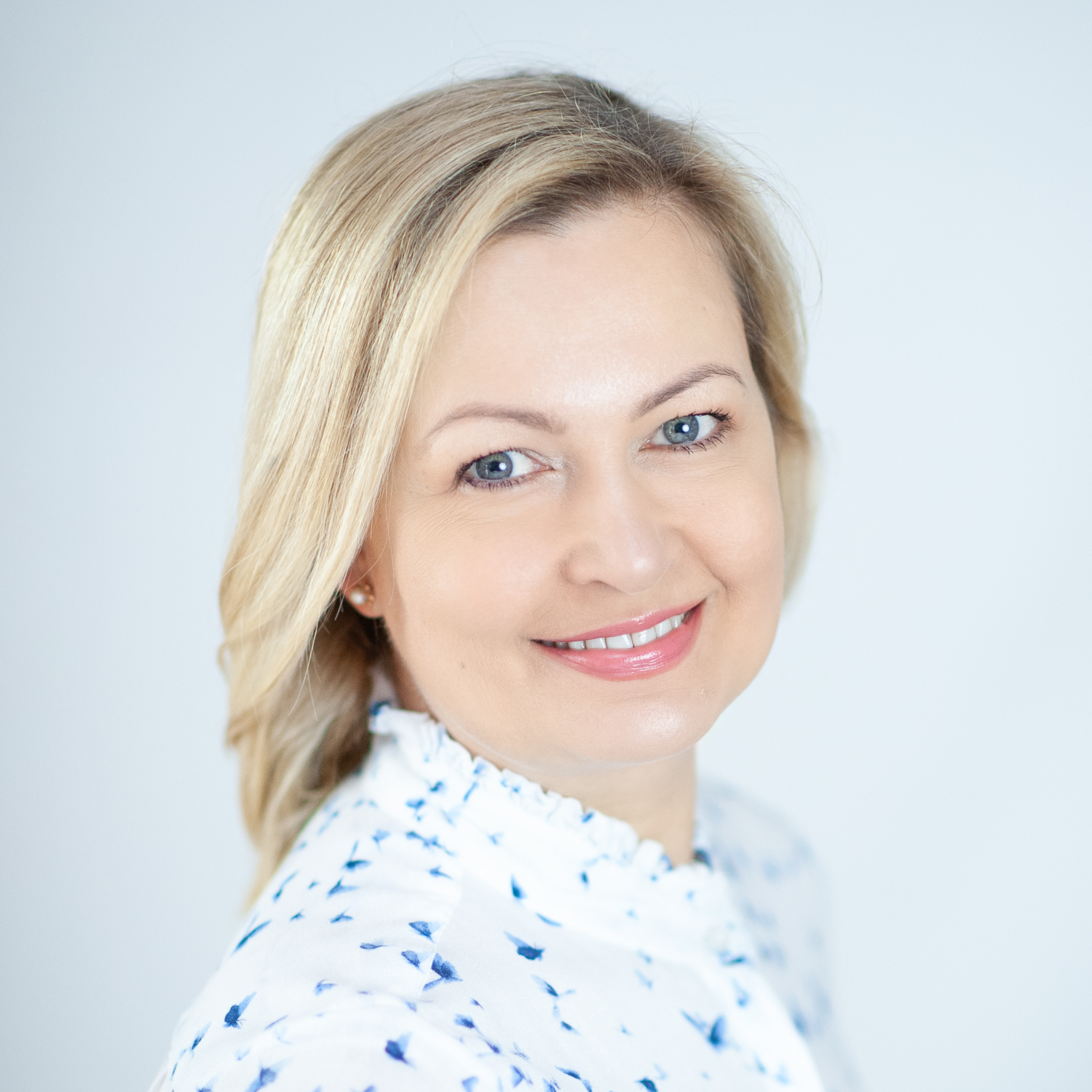
Monika Grajewska (2018)

Monika Grajewska (ur. 21 stycznia 1968 w Lublinie) – polska wokalistka, producent muzyczny, kulturoznawca, menedżer kultury.

## Życiorys
Absolwentka Państwowej Szkoły Muzycznej w Lublinie w klasie skrzypiec, Zespołu Szkół Ekonomicznych im. A. i J. Vetterów w Lublinie i Policealnego Studium Piosenkarskiego im. Czesława Niemena w Poznaniu oraz Uniwersytetu Kardynała Stefana Wyszyńskiego, kierunek kulturoznawstwo – zarządzanie kulturą.
W 1989 r. rozpoczęła działalność artystyczną w Zespole Pieśni i Tańca „Mazowsze”, a następnie w Teatrze Rozrywki w Chorzowie. Występowała u boku Jana Pietrzaka w Kabarecie Pod Egidą. Brała udział w programach artystycznych Andrzeja Rosiewicza, Krystyny Giżowskiej i Krzysztofa Krawczyka. Samodzielną działalność artystyczną rozpoczęła w 1996 r. Była przewodniczącą ds. Artystycznych i Kulturalnych Międzynarodowej Parafiady Dzieci i Młodzieży w Warszawie. W 2003 r. zainicjowała cykl koncertów papieskich. Występuje w Polsce i za granicą, m.in. w Niemczech, Szwecji, Belgii, USA, Kanadzie. Znana jest też z interpretacji polskich pieśni i piosenek folkowych oraz religijnych, a przede wszystkim poezji ks. bpa Józefa Zawitkowskiego z muzyką ks. Wiesława Kądzieli.

## Dyskografia
Albumy studyjne:
- Zaśnij Dziecino - kolędy polskie (1996),
- Abyśmy byli jedno (1997),
- Spotkania (1998),
- Miłujmy się (1999),
- Bóg w stajni - kolędy i pastorałki (2005),
- Subito Santo (2009),
- Janie Pawle teraz przyjdź (2012),
- Swojskie klimaty (2015).

Albumy składankowe:
- Pieśń nad pieśniami - Artyści na Trzecie Tysiąclecie (Pomaton EMI, 2000),
- Dzielmy się wiarą jak chlebem (2004).

## Publikacje
W 2020 roku opublikowała rozprawę Piosenka religijna w duszpasterstwie (Wydawnictwo Naukowe Grado, Toruń 2020).

## Wybrane nagrody i wyróżnienia
Jest laureatką wielu odznaczeń państwowych oraz nagród i odznaczeń samorządowych.  Została odznaczona m.in.
- Medalem 450-lecia Unii Lubelskiej (2018)[5],
- Odznaką Honorową „Zasłużony dla Kultury Polskiej” przyznaną przez Ministra Kultury i Dziedzictwa Narodowego (2019),
- Medalem Pamiątkowym Województwa Lubelskiego (2019),
- Medalem Unii Lubelskiej (2019),
- Brązowym Krzyżem Zasługi przyznanym przez Prezydenta RP „Za zasługi w dziedzinie artystycznej i kulturalnej" (2018),
- Medalem 700-lecia Miasta Lublina (2018),
- Medalem Mickiewicz - Puszkin (2018)
- Srebrną Spinką Służby Więziennej (2018)[6].